# Aspalathus frankenioides
Aspalathus frankenioides är en ärtväxtart som beskrevs av Dc. Aspalathus frankenioides ingår i släktet Aspalathus och familjen ärtväxter. Inga underarter finns listade i Catalogue of Life.